# Parnassia glauca
Espèce
Synonymes
- Parnassia americana Muhl.

Classification phylogénétique
La Parnassie à feuilles glauques (Parnassia glauca), est une espèce de plante herbacée vivace de la famille des Celastraceae. C'est une plante de milieux humides, souvent observée dans les fens.

## Description

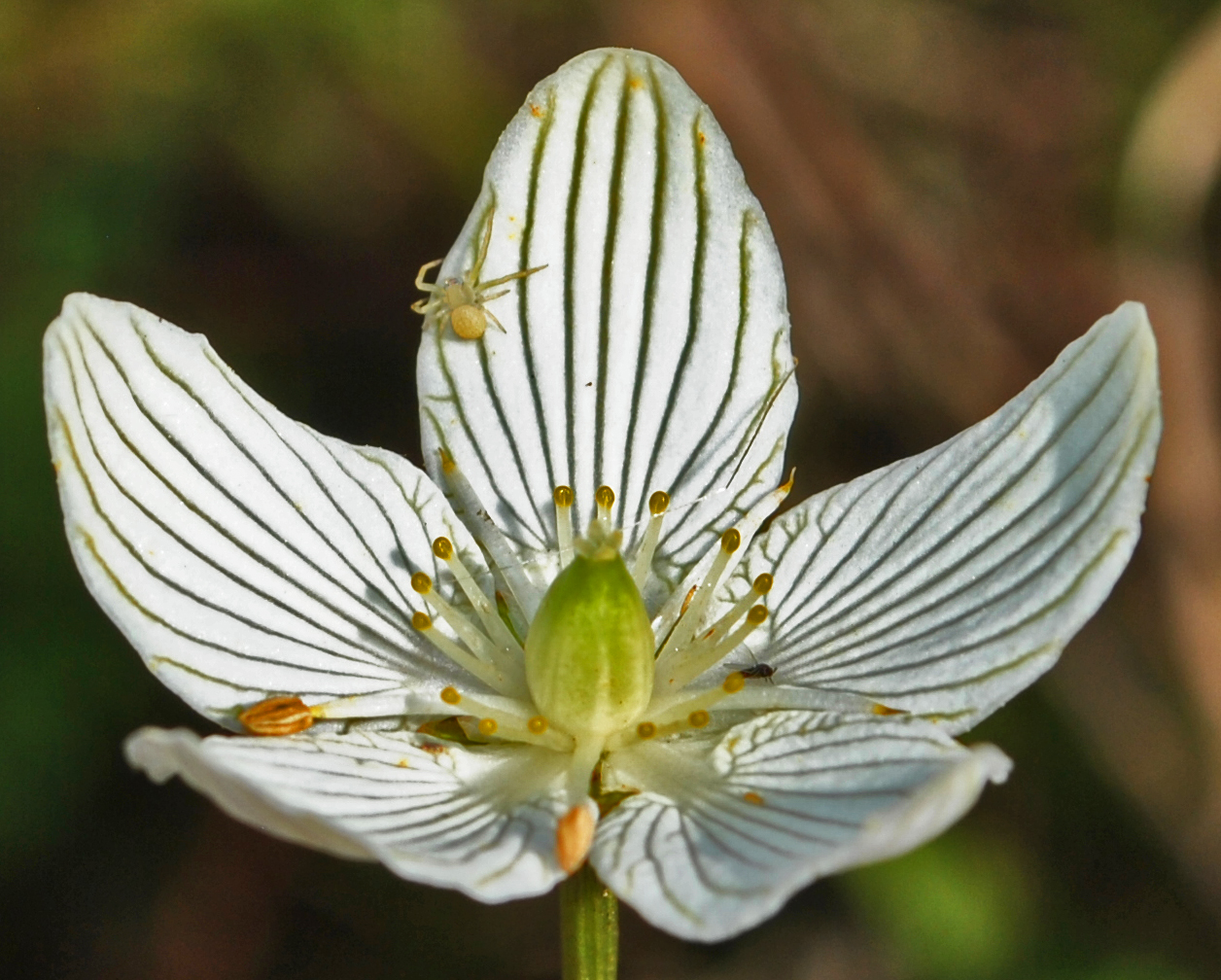
Fleur où se dissimule une araignée-crabe (Thomisidae).

Avant la floraison, les parties aériennes de la Parnassie à feuilles glauques sont limitées à des feuilles disposées en rosettes. Leur forme est ovées et leur base est cordée. La hampe florale, qui émerge en été, possède une feuille ovée et embrassante. Au bout de la hampe s'ouvre une fleur blanche pentamère ornée de staminodes. Ces derniers sont regroupés par trois. Les cinq pétales présentent des lignes vertes sur leur face supérieure.
Le fruit est une capsule faisant de 8 à 10 mm de long.

## Répartition et habitat
La Parnassie à feuilles glauques est présente à l'Est de l'Amérique du Nord, de la Saskatchewan à Terre-Neuve, et jusqu'en Illinois au Sud.
On la retrouve dans des milieux humides et ouverts, comme les fens et les rivages de l'estuaire du Saint-Laurent au Québec.